# Autocesta A3
Autocesta A3 je druga autocesta po duljini u Republici Hrvatskoj. Vodi od Bregane preko Zagreba i Slavonskog Broda, tj. Posavine do Lipovca na granici sa Srbijom. Njezina međunarodna oznaka, koja apostrofira njezinu važnost, je E70 (europska autocesta 70).

## Povijest
Za vrijeme postojanja države Socijalističke Federativne Republike Jugoslavije, ova autocesta je imala naziv Autocesta bratstva i jedinstva. Taj naziv je trebao asocirati na njen politički značaj. Njezina prvotno planirana ruta je Zagreb-Beograd. Nakon nastanka samostalne Republike Hrvatske sama duljina trase je skraćena na današnju duljinu i dovršena je izgradnja. Također, dionica Zagreb-Bregana je naknadno dograđena.
Dionice ove ceste od Zagreba do Slavonskog Broda je gradila ugledna hrvatska građevinarska tvrtka GRO Vladimir Gortan.
Do 2007. godine autocesta A3 bila je razvrstana kao Državna cesta D4.

## Značaj
Ova autocesta ima lokalni, regionalni i veliki međunarodni značaj. Naime, ona je dio Paneuropskog cestovnog koridora 10, koji spaja istočnu i zapadnu Europu. Njezina trasa prolazi približno usporedno s rijekom Savom i usporedno s paneuropskim željezničkim koridorom 10.
- Lokalno, ona omogućuje svim gradovima razvojne šanse i najkraći i najbrži put prema istoku i zapadu.
- Regionalno, ova autocesta povezuje Slavoniju longitudalno od istoka ka zapadu, s Moslavinom i Središnjom Hrvatskom, te glavnim gradom Zagrebom.
- Međunarodno, ova autocesta direktno povezuje Srbiju sa Slovenijom preko Zagreba. Do završetka autoceste A1, koja nije dugo vremena bila izgrađivana iz političkih razloga, ovo je bila najvažnija autocesta u Hrvatskoj. Dovršetkom autoceste A5 (tzv. Slavonika) i mogućnošću longitudinalno-transverzalnog križanja, ova autocesta dobila je još veći značaj.

## Izlazi i gradovi
| Županija                      | km    | Izlaz                                          | Naziv                           | Odredište                    | Napomena | Puštanje u promet |
| ----------------------------- | ----- | ---------------------------------------------- | ------------------------------- | ---------------------------- | --- | ----------------- |
| Zagrebačka županija           | 0,0   | Zabrana prolaska bez zaustavljanja – carina    | G.P. Bregana                    |                              | Granica sa Slovenijom | 2000.             |
| Zagrebačka županija           | 1,0   | Zabrana prolaska bez zaustavljanja – cestarina | Naplatna postaja Bregana        | Naplatna postaja Bregana     | Naplatna postaja Bregana | 2000.             |
| Zagrebačka županija           | 2,5   | 1                                              | Samobor                         | Ž3297                        | Poveznica prema Samoboru, Bregani i Parku prirode Žumberak – Samoborsko gorje                                                       | 2000.             |
| Zagrebačka županija           | 4,2   | Prometni znak Parkiralište                     | Odmorište Gradna                | Odmorište Gradna             | Odmorište Gradna | 2000.             |
| Zagrebačka županija           | 8,8   | 2                                              | Sveta Nedelja                   | D231 · Ž3051                 | Poveznica prema Samoboru i Svetoj Nedelji                                                                                           | 2000.             |
| Grad Zagreb                   | 14,6  | 4                                              | Zagreb zapad                    | A2 · D1 · Ž1035              | Poveznica s autocestom A2 i sa Zagrebom preko Ljubljanske avenije                                                                   | 1979.             |
| Grad Zagreb                   | 17,1  | Prometni znak Parkiralište                     | Odmorište Plitvice              | Odmorište Plitvice           | Odmorište Plitvice | 1979.             |
| Grad Zagreb                   | 19,5  | 5                                              | Lučko                           | A1 · D1 · D3 · Ž1040         | Poveznica s autocestom A1 i sa Zagrebom preko Jadranske avenije                                                                     | 1979.             |
| Grad Zagreb                   | 26,2  | 4a                                             | Sveta Klara                     | L10100                       | Planirana poveznica prema Zagrebu preko Novog Zagreba i Avenije Većeslava Holjevca                                                  | 1981.             |
| Grad Zagreb                   | 27,3  | 6                                              | Buzin                           | Ž1038                        | Poveznica prema Zagrebu preko Ulice Savezne Republike Njemačke i Novog Zagreba, Zračnoj luci Zagreb i Velikoj Gorici                | 1981.             |
| Grad Zagreb                   | 28,3  | 7                                              | Jakuševec                       | A11 · Ž1039                  | Poveznica s autocestom A11. Pružanje poveznice prema Velikoj Gorici. Poveznica prema Zagrebu preko Sarajevske ulice je u izgradnji. | 1981.             |
| Zagrebačka županija           | 35,5  | 8                                              | Kosnica                         | D30 · Ž1029                  | Poveznica sa Zagrebom preko Radničke ceste (Ž1029 u smjeru sjevera) i s Velikom Goricom i Zračnom lukom Zagreb (D31 u smjeru juga). | 1981.             |
| Zagrebačka županija           | 39,6  | Savski most                                    | Savski most                     | Savski most                  | Savski most | 1981.             |
| Zagrebačka županija           | 40,3  | 9                                              | Zagreb istok                    | A4 · D3 · Ž1035              | Poveznica s autocestom A4 i sa Zagrebom preko Slavonske avenije                                                                     | 1981.             |
| Zagrebačka županija           |       | 10                                             | Otok Svibovski                  | L10206                       | Poveznica s trgovačkom zonom Rugvica (Zagreb-istok) i Ikeom Zagreb                                                                  | 1981.             |
| Zagrebačka županija           | 48,7  | 11                                             | Dugo Selo                       | Ž3070                        | Poveznica prema Dugom Selu | 1980.             |
| Zagrebačka županija           | 52,6  | Zabrana prolaska bez zaustavljanja – cestarina | Naplatna postaja Rugvica        | Naplatna postaja Rugvica     | Naplatna postaja Rugvica | 1980.             |
| Zagrebačka županija           | 54,8  | Prometni znak Parkiralište                     | Odmorište Ježevo                | Odmorište Ježevo             | Odmorište Ježevo | 1980.             |
| Zagrebačka županija           | 65,3  | 12                                             | Ivanić-Grad                     | D43                          | Poveznica prema Ivanić-Gradu i Čazmi                                                                                                | 1980.             |
| Zagrebačka županija           | 74,6  | 13                                             | Križ                            |                              | Poveznica prema Križu | 1980.             |
| Zagrebačka županija           | 77,1  | Prometni znak Parkiralište                     | Odmorište Križ                  | Odmorište Križ               | Odmorište Križ | 1980.             |
| Sisačko-moslavačka županija   | 88,2  | 14                                             | Popovača                        | D36 · Ž3159                  | Poveznica prema Popovači, Sisku i Parku prirode Lonjsko polje                                                                       | 1980.             |
| Sisačko-moslavačka županija   | 90,2  | Prometni znak Parkiralište                     | Odmorište Stari Hrastovi        | Odmorište Stari Hrastovi     | Odmorište Stari Hrastovi | 1980.             |
| Sisačko-moslavačka županija   | 105,9 | 15                                             | Kutina                          | D45                          | Poveznica prema Kutini i Garešnici                                                                                                  | 1980.             |
| Sisačko-moslavačka županija   | 116,5 | Prometni znak Parkiralište                     | Odmorište Lipovljani            | Odmorište Lipovljani         | Odmorište Lipovljani | 1980.             |
| Sisačko-moslavačka županija   | 127,1 | 17                                             | Novska                          | D47                          | Poveznica prema Novskoj, Jasenovcu i Lipiku                                                                                         | 1985.             |
| Sisačko-moslavačka županija   | 133,1 | Prometni znak Parkiralište                     | Odmorište Novska                | Odmorište Novska             | Odmorište Novska | 1985.             |
| Brodsko-posavska županija     | 151,9 | 18                                             | Okučani                         | D5                           | Poveznica prema Okučanama, Pakracu, Lipiku, Daruvaru i Banjoj Luci (BiH)                                                            | 1985.             |
| Brodsko-posavska županija     | 157,6 | Prometni znak Parkiralište                     | Odmorište Nova Gradiška         | Odmorište Nova Gradiška      | Odmorište Nova Gradiška | 1986.             |
| Brodsko-posavska županija     | 164,8 | Prometni znak Parkiralište                     | Odmorište Slaven                | Odmorište Slaven             | Dostupno samo u smjeru zapada | 1986.             |
| Brodsko-posavska županija     | 167,4 | 19                                             | Nova Gradiška                   | D51                          | Poveznica prema Novoj Gradiški i Požegi                                                                                             | 1988.             |
| Brodsko-posavska županija     | 175,5 | Prometni znak Parkiralište                     | Odmorište Staro Petrovo Selo    | Odmorište Staro Petrovo Selo | Dostupno samo u smjeru zapada | 1988.             |
| Brodsko-posavska županija     | 189,9 | 21                                             | Lužani                          | D49                          | Poveznica prema Lužanima, Pleternici i Požegi                                                                                       | 1988.             |
| Brodsko-posavska županija     | 191,6 | Prometni znak Parkiralište                     | Odmorište Lužani                | Odmorište Lužani             | Dostupno samo u smjeru istoka | 1988.             |
| Brodsko-posavska županija     | 201,4 | Prometni znak Parkiralište                     | Odmorište Brodski Stupnik       | Odmorište Brodski Stupnik    | Dostupno samo u smjeru istoka | 1988.             |
| Brodsko-posavska županija     | 211,1 | 22                                             | Slavonski Brod - zapad Sarajevo | D525                         | Zapadna poveznica prema Slavonskom Brodu                                                                                            | 1989.             |
| Brodsko-posavska županija     | 216,5 | Prometni znak Parkiralište                     | Odmorište Marsonija             | Odmorište Marsonija          | Odmorište Marsonija | 1991.             |
| Brodsko-posavska županija     | 221,6 | 23                                             | Slavonski Brod - istok          | D514                         | Istočna poveznica prema Slavonskom Brodu                                                                                            | 1991.             |
| Brodsko-posavska županija     | 238,4 | Prometni znak Parkiralište                     | Odmorište Sredanci              | Odmorište Sredanci           | Odmorište Sredanci | 1996.             |
| Brodsko-posavska županija     | 241,4 | 24                                             | Sredanci                        | A5                           | Poveznica s autocestom A5 koja povezuje Osijek prema sjeveru                                                                        | 1999.             |
| Brodsko-posavska županija     | 249,2 | 25                                             | Velika Kopanica                 | D7                           | Poveznica prema Velikoj Kopanici i Slavonskom Šamcu                                                                                 | 1999.             |
| Vukovarsko-srijemska županija | 258,7 | Prometni znak Parkiralište                     | Odmorište Babina Greda          | Odmorište Babina Greda       | Odmorište Babina Greda | 2003.             |
| Vukovarsko-srijemska županija | 261,8 | 26                                             | Babina Greda                    | D520                         | Poveznica prema Babinoj Gredi i Slavonskom Šamcu                                                                                    | 2003.             |
| Vukovarsko-srijemska županija | 271,3 | Prometni znak Parkiralište                     | Odmorište Rastovica             | Odmorište Rastovica          | Odmorište Rastovica | 2003.             |
| Vukovarsko-srijemska županija | 274,0 | 27                                             | Županja                         | D55                          | Poveznica prema Županji, Vinkovcima, Vukovaru i Orašju (BiH)                                                                        | 2003.             |
| Vukovarsko-srijemska županija | 283,1 | Prometni znak Parkiralište                     | Odmorište Bošnjaci              | Odmorište Bošnjaci           | Odmorište Bošnjaci | 2006.             |
| Vukovarsko-srijemska županija | 291,2 | 28                                             | Spačva                          | Ž4172                        | Poveznica prema Vrbanji i Brčku (BiH)                                                                                               | 2006.             |
| Vukovarsko-srijemska županija | 298,4 | Prometni znak Parkiralište                     | Odmorište Spačva                | Odmorište Spačva             | Odmorište Spačva | 2006.             |
| Vukovarsko-srijemska županija | 300,1 | Zabrana prolaska bez zaustavljanja – cestarina | Naplatna postaja Lipovac        | Naplatna postaja Lipovac     | Naplatna postaja Lipovac | 2006.             |
| Vukovarsko-srijemska županija | 304,0 | 29                                             | Lipovac                         | D57 · Ž4234                  | Poveznica prema Lipovcu, Tovarniku, Vukovaru i Iloku                                                                                | 2006.             |
| Vukovarsko-srijemska županija | 306,5 | Zabrana prolaska bez zaustavljanja – carina    | G.P. Bajakovo                   |                              | Granica sa Srbijom | 2006.             |

| Legenda | Legenda                  |
| ------- | ------------------------ |
|         | Čvor s drugom autocestom |
|         | U izgradnji              |
|         | Planirano                |

## Vanjske poveznice
* https://narodne-novine.nn.hr/clanci/sluzbeni/2022_01_2_11.html Odluka o označavanju autocesta
- Autocesta A3 na stranicama Hrvatske udruge koncesionara za autoceste s naplatom cestarine  Arhivirana inačica izvorne stranice od 9. siječnja 2021. (Wayback Machine)
- Kraj izgradnje zadnje jugoistočne dionice[neaktivna poveznica]
- Priopćenje o kraju izgradnje